# 粟野靖浩
粟野 靖浩（あわの やすひろ、1988年9月27日 - ）は、茨城県下妻市出身の、日本の柔道家である。階級は73kg級。身長168cm。得意技は背負投。

## 人物
5歳の時に柔道を始める。桐蔭学園高時代は大きな実績を残していないが、筑波大学1年の時の講道館杯で優勝を果たした。その後国際大会でも一定の活躍をして、2010年のワールドマスターズでは、地元の世界チャンピオンである王己春を大外刈で破って、王の連勝記録を53で止めた。9月に東京で開催された世界選手権では、準々決勝で大学の先輩である秋本啓之に敗れるが、その後勝ち上がって3位となった。2011年には了徳寺学園所属となった。昨年に続く世界選手権代表にはなれなかったがユニバーシアード代表となった。また、ユニバーシアード日本選手団全体の主将にも選ばれた。個人戦では結果を残せなかったものの、団体戦では優勝を果たした。
2015年3月16日、現役引退を発表した。その後、ハンガリーで柔道の指導にあたった。

## 戦績
- 2007年 -　全日本ジュニア体重別選手権　3位
- 2007年 -　講道館杯　優勝
- 2008年 -　ベルギー国際　優勝
- 2008年 -　グランドスラム・東京|嘉納杯　2位
- 2009年 -　グランドスラム・東京　2位
- 2010年 -　ワールドマスターズ　3位
- 2010年 -　グランドスラム・パリ　3位
- 2010年 - 体重別　2位
- 2010年 -　グランドスラム・モスクワ　3位
- 2010年 - 世界柔道選手権大会　3位
- 2011年 -　ワールドマスターズ　3位
- 2011年 -　グランドスラム・パリ　3位
- 2011年 - 体重別　優勝
- 2011年 -　東アジア選手権　個人戦　団体戦　ともに優勝
- 2011年 -　ユニバーシアード　団体戦　優勝
- 2011年 -　グランプリ・アブダビ　2位
- 2012年 -　世界団体　2位
- 2013年 -　講道館杯　2位

(出典、JudoInside.com)。